# 近大マグロ

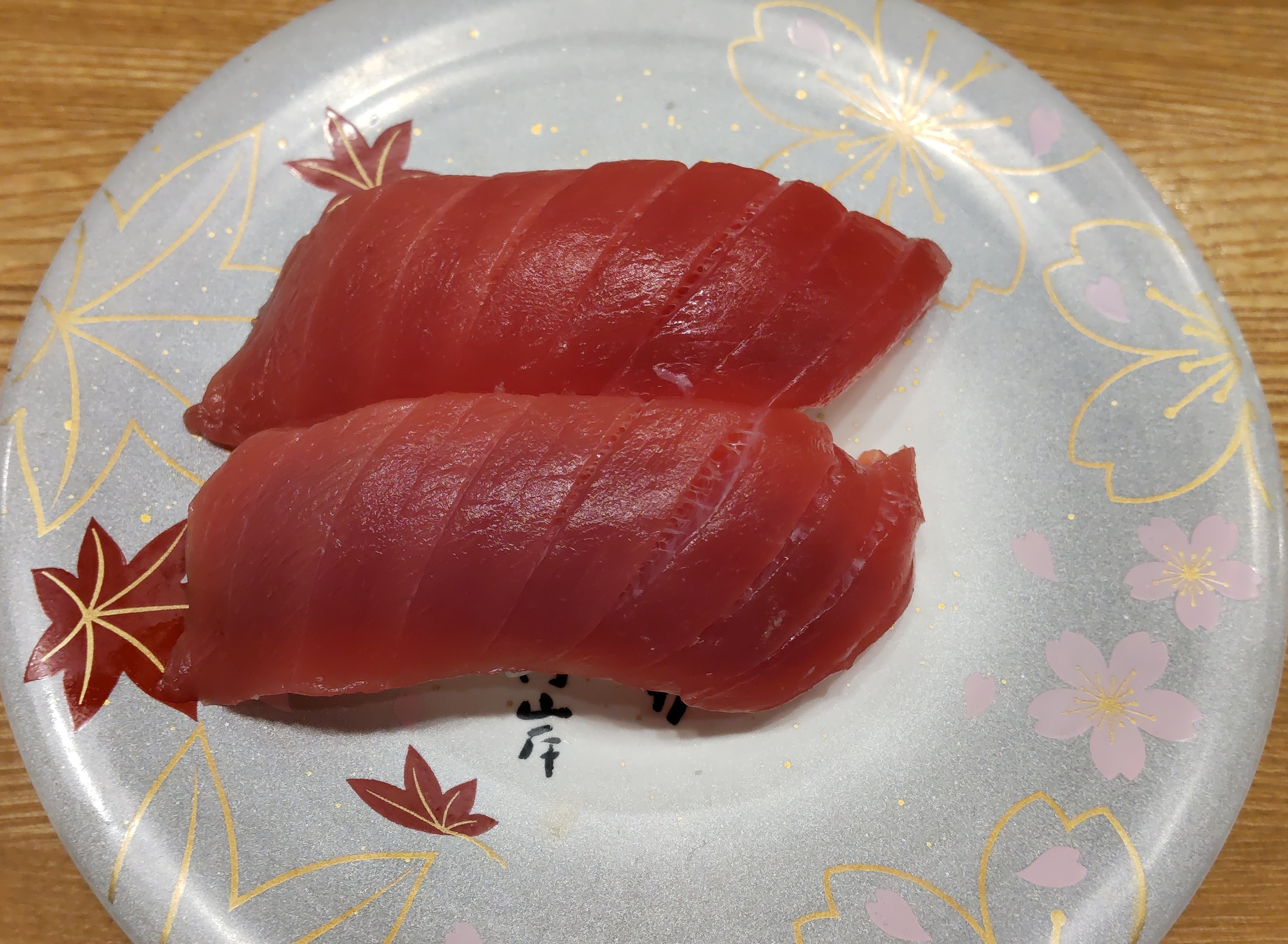
近大マグロの握り寿司

近大マグロ（きんだいマグロ）とは、近畿大学水産研究所が1970年から研究を開始し、2002年6月に完全養殖（下記#用語参照）に成功したクロマグロ。近畿大学のベンチャー企業「株式会社アーマリン近大」の販売するクロマグロの登録商標である。

## 概要
稚魚を天然から捕獲して養殖した畜養マグロと異なり、養殖施設で人工孵化した完全養殖マグロであり、これによりマグロ資源の減少を防ぐことが可能とされる。マグロの稚魚は皮膚が弱く刺激に過敏であり、光などの僅かな刺激でも水槽の壁で衝突死したり、底部への沈降死をする上に共食いをするため、研究当初は人工孵化した稚魚が大量死してしまい研究は難航したものの、研究を積み重ね対策を講じた結果、2002年6月に完全養殖に成功するに至った。
クロマグロは本マグロとも呼ばれる最も大型なマグロで、近大マグロの最大記録は、全長287cm、重量403kgにもなる。
現在、年間漁獲量は約2.5万トンでマグロ類全体に占める割合は1.4％。高価であるため「海のダイヤ」と称される。
2015年8月からは海の養殖場ではなく、水槽での完全養殖研究を開始。富山県射水市の富山実験場で直径10メートル、深さ3メートルの水槽を使い研究が進められている。2022年7月からは近畿大学と岡山理科大学が提携し稚魚を陸上で海水なしに市場出荷サイズまで育てる実証実験を開始している。岡山理科大学が持つ人工飼育水「好適環境水」の技術を利用し、都市部や山中にも応用可能な技術の確立を目指している。

### 産業化
当初クロマグロは生き餌しか食べないとされていたが、研究の結果、2008年にはクロマグロ用の配合飼料も開発され、産業化が可能となった。
稚魚から幼魚にする「中間育成」も近畿大学と豊田通商の子会社「ツナドリーム五島」により、従来生存率2～3％だったものが、2011年に生存率35％
まであげる事に成功し、量産が可能となった。
2014年7月16日、近畿大学が豊田通商との提携関係を拡大し、完全養殖マグロの大量生産を始めると発表。近大の技術を使い産卵や稚魚育成を行う種苗センターを豊田通商が長崎県五島市に建設し、2015年5月に稼働させ、2020年に日本国内の養殖需要の半分に相当する年間30万尾の「近大マグロ」の稚魚を生産する計画。
2014年11月26日、近畿大学と豊田通商が完全養殖クロマグロの生産量を2020年に現在の年80トンから約3倍の240トン（約6000匹）に増やすと発表。2017年度には、北米やアジアへの輸出も開始する予定。
2015年7月23日、近畿大学と豊田通商がクロマグロの養殖施設「ツナドリーム五島」の隣接地にいけすに入れる前の稚魚を育てる「ツナドリーム五島種苗センター」を新設。「ツナドリーム五島種苗センター」でクロマグロを卵からふ化させて、約30日かけて体長5センチメートル前後の稚魚になるまで育成し、その後、「ツナドリーム五島」で稚魚をいけすに受け入れ、養殖業者に出荷できる体長30センチメートル、重さ約1キログラムの幼魚「ヨコワ」に育てる。
「ヨコワ」の多くは養殖業者に販売し、一部成魚まで育て「近大マグロ」として販売している。
2017年10月5日、豊田通商と近畿大学は「近大マグロ」の海外輸出を本格的に始めると発表した。2020年に約2000匹の輸出を目指すとしている。

### 販売
近畿大学の関連会社である「アーマリン近大」を通じて、成魚が百貨店・飲食店等に販売されている。
2014年12月1日、近畿大学とエースコックは共同開発した「近大マグロ」を使ったカップ麺を限定150万食で発売したと発表。近大が展開する専門料理店ででたマグロの中骨からエキスを炊き出してスープにしたもので、近大はこれまで中骨を廃棄処分していたが、近大からエースコックに再利用の検討要請をし、共同開発が決まった。大手でマグロのカップ麺は初めてとなる。
このほか、中骨エキス入りカレーパン（第一屋製パン）、美容液（UHA味覚糖）が発売された。兵庫県姫路市に本社を置くコードバンは、近大マグロの皮をなめした皮革で名刺入れや財布などを生産・販売している。

### 近大卒の魚と紀州の恵み　近畿大学水産研究所
2013年4月26日、大阪駅北側の再開発地区・うめきた内：グランフロント大阪の北館「ナレッジキャピタル」6階に、近畿大学とアーマリン近大、およびサントリーグループと和歌山県との連携による養殖魚専門の料理店「近大卒の魚と紀州の恵み　近畿大学水産研究所」（大阪店）が開店した。同店では、水産研究所が育てた「近大マグロ」などの養殖魚を中心とした魚料理をはじめ、水産研究所が所在する和歌山県の協力を得て、和歌山県産の食材にこだわった料理を提供している。店舗開発、運営等については飲食ビジネスに精通したサントリーグループがパートナーとなった。大学が研究の成果として自ら生産したものを、産官学が連携して専門料理店にて消費者に直接提供するケースは、日本の大学では初の試みとのことである。2013年12月4日には第2号店として、東京都中央区銀座6丁目の銀座コリドー街に、銀座店が開業した。

## その後の近大マグロ
養殖魚類全体で見れば人工種苗を使用した完全養殖はマダイ、ヒラメ、シマアジ、サーモンなどで行われており、これらの養殖では天然種苗がほとんど使用されず、人工種苗を使った完全養殖が主流となっているが、2017年頃から近大マグロの人工種苗の引き合いは徐々に少なくなっている。
日本国内で養殖されるクロマグロのうち、天然種苗の割合は9割を占め、人工種苗の比率は1割ほどに過ぎない。世界的な市場でみれば、完全養殖で育てたクロマグロのニーズは高く、近大の生産力にも余力はあるのであるが、日本のクロマグロ養殖業者からの引き合いが無いというのが2023年時点の実情である。
人工種苗の販売価格については、研究費や設備費、人件費などの莫大なコストは販売価格に転嫁されておらず、天然種苗の値段に合わせてある。
次の3点の理由があると考えられている。
完全養殖魚の生残率の問題
2004年からしばらくは、養殖業者に販売した後の人工種苗の生残率が問題視されていた。
販売するくらいのサイズのクロマグロの幼魚は低水温に非常に弱く、最初の冬を越せずに生き残れないものが多かった。
養殖をする業者側がクロマグロの扱いに不慣れだったことも重なり、出荷したうち半分以上が死んでしまうという状況もしばらく続いた。
成魚の体の変形や奇形が目立っていた問題
人工種苗の導入当初は特に、市場に出荷できるサイズに育ったものに、体の変形や奇形が目立った。
小さいうちから生け網に入っているため、網に衝突して口が歪んだり、脊椎が歪むような稚魚も天然種苗に比べて多く出てくる。その上、近大側も知見が足りず、マグロの幼魚は触ると死んでしまうという理由もあって選別が行えていなかった。
天然種苗が安定的に捕獲できるようになった問題
人工種苗の販売開始のタイミングが、天然のクロマグロ幼魚が取れるようになったタイミングと重なっていた。
近大側も手をこまねいているわけではなく、「生残率」と「成魚の体の変形や奇形」については、飛躍的に改善している。具体的には、口や脊椎が歪んでいる稚魚や成長が遅い稚魚を早い段階で選別して排除するようにしたこと、エサを改良によって稚魚が育つ生産率が向上している。「幼魚が低水温に非常に弱い」問題についても、豊田通商が沖縄に漁場を作ったことで、日本海で採る天然種苗の生存率に近い数値になっている。

### 今後の課題
輸送船の確保問題
上述のように沖縄に漁場を作っているのだが、沖縄から養殖業者のもとへと輸送する船が十分に確保できていない。
育種の問題
生残率が高い品種の育種。ワクチンを打ったり、生けすを移動させたり、必要に応じて手で触る必要があるがそういった刺激で死亡しないような強い品種が必要とされている。
クロマグロは見た目でオスとメスの判断がつかないことも困難となっている要因の1つである。育種のために引き上げてみたら、全てオスだったというようなことも。
クロマグロが成熟するまでに4年飼育する必要があるため、選抜育種を3回繰り返したとすると、それだけでも単純計算で12年を要する。
消費者のマインドセットの問題
SDGsの観点からも今後は完全養殖への舵取りは必要なのだが、消費者には「完全養殖で美味しい高級魚が安く食べられる」という発想が根付いている。事実、近大マグロが2004年初出荷されたときや2010年にニホンウナギの世界初の完全養殖成功に対する発表には、各メディアも大きく取り上げたが、「これで将来、高級魚が安く食べられる日が来るかもしれない」といった紋切り型の総括で溢れていた。
特に日本においては「美味い物を安く」という考え方が根付いており、欧米では「たとえ安くても、資源を考えずに漁獲された魚は食べるべきではない」という考え方が社会に広まっており「多少は値段が高くても、天然資源に影響を与えない方法で生産された魚を食べたい」という方向に社会が変わってきている。ニホンウナギについても、現状で完全養殖の問題点は価格のみとなっている。

## 用語
人工種苗
人工的に採卵・孵化して育てた幼魚のこと。
天然種苗
天然の幼魚を捕まえたもの。
完全養殖
人工種苗で生まれた幼魚を親に育てて採卵・孵化して、稚魚の育成を行うこと。
完全養殖でない従来の養殖は、天然種苗を育てる。
育種
豚や鶏といった家畜の品種改良に相当する。
人工的に選抜した個体から、「成長が早い」「病気に強い」といった優れた形質を持つ個体を選び出て繁殖させることを魚類の場合は「選抜育種」と呼ぶ。マダイの完全養殖がほぼ100%で実現できるようになったのも、育種による品種改良に成功したからと言える。なお、マダイ養殖の場合、25%から30%ほどを近畿大学が供給している。

## テレビ番組
- 日経スペシャル ガイアの夜明け（テレビ東京）
  - 1兆円市場 まぐろビジネスを追う（2002年6月2日）[20]。
  - マグロを確保せよ！ ～価格高騰で食卓ピンチ～（2006年10月3日）[21]
- プロジェクトX〜挑戦者たち〜 「海のダイヤ・世界初クロマグロ完全養殖」（2005年7月5日、NHK）- 熊井英水が養殖のリーダーとしてゲスト出演[22]。
- 日経スペシャル カンブリア宮殿 「マグロをつくれ！これが新時代の水産業だ！」（2009年2月2日、テレビ東京）- 出演：近畿大学教授 近大水産研究所 前所長 熊井英水[23]。

## 書籍

### 関連書籍
- 『最新海産魚の養殖』（編著:熊井英水）（2000年1月1日、湊文社）ISBN 978-4921171001
  - 『海産魚の養殖（新装版）』（編著:熊井英水）（2005年3月1日、湊文社）ISBN 9784921171018
- 『水産増養殖システム(1) 海水魚』（編者:熊井英水）（2005年10月1日、恒星社厚生閣）ISBN 9784769910268
- 『水産増養殖システム(4) アトラス』（編者:熊井英水 隆島史夫 森勝義）（2007年3月1日、恒星社厚生閣）ISBN 9784769910596
- 『世界初！マグロ完全養殖 波乱に富んだ32年の軌跡』（著者:林宏樹）（2008年11月20日、化学同人 DOJIN選書）ISBN 9784759813210
- 『マグロをそだてる 世界ではじめてクロマグロの完全養殖に成功！』（監修:熊井英水、文:江川多喜雄、絵:高橋和枝）（2009年7月31日、アリス館）ISBN 9784752004493
- 『クロマグロ完全養殖 近畿大学プロジェクト』（編著:熊井英水 宮下盛 小野征一郎）（2010年3月28日、成山堂書店）ISBN 9784425884919
- 『クロマグロ養殖業 技術開発と事業展開』（編者:熊井英水 有元操 小野征一郎、監修:日本水産学会）（2011年3月1日、恒星社厚生閣）ISBN 9784769912439
- 『究極のクロマグロ完全養殖物語』（著者:熊井英水）（2011年7月19日、日本経済新聞出版社）ISBN 9784532167998
- 『Full-Life Cycle Aquaculture of the Pacific Bluefin Tuna』（編著:熊井英水 宮下盛 坂本亘 小野征一郎）（2012年3月1日、農林統計出版）ISBN 9784897322483
- 『近大マグロの奇跡 完全養殖成功への32年』（著者:林宏樹）（2013年11月29日、新潮社 新潮文庫）ISBN 9784101279619
- 『欲しい！と言わせるブランドづくり なぜ近大マグロはヒットしたのか』（著者:大久保嘉洋）（2015年8月1日、澪標）ISBN 9784860783075
- 『近大はマグロだけじゃない！』（編者:西堂行人 TOPs）（2016年2月1日、論創社）ISBN 9784846015053